# 解文卿烈士就义处
解文卿烈士就义处位于山东省莱西市水集街道义谭店村，原为村内解家家庙，砖木结构，呈前堂后室布局，前后各4间房屋，中为院落。1947年秋，时任村内妇救会会长，并负责宣传开展土改工作的女共产党员解文卿（1928年-1947年）遭当地地主还乡团逮捕，经受酷刑后，被捆绑于院中柏树上烧死，时年18岁，当地亦建有解文卿烈士纪念馆。